# Otto Walzhofer
Otto Walzhofer (* 21. Juni 1926; † 22. September 2000) war ein österreichischer Fußballnationalspieler.

## Karriere
Otto Walzhofer, Neffe von Johann Walzhofer begann seine Karriere beim zweitklassigen Verein SC Columbia XXI, von dem er in der Saison 1946/47 zum Erstligisten Floridsdorfer AC kam. Insgesamt sollten ihm in seiner Zeit in der höchsten österreichischen Spielklasse 185 Tore als Stürmer gelingen. Den Durchbruch schaffte Otto Walzhofer in der Saison 1949/50, wo er mit 18 Toren erstmals zu den besten Ligaschützen gehörte. Als Belohnung winkte das Debüt in der Nationalmannschaft unter Walter Nausch am 19. März 1950 gegen die Schweiz sowie ein Wechsel zur Vienna auf die Hohe Warte. Über acht Jahre lang stürmte Otto Walzhofer für die Blau-Gelben in der A-Liga und war in dieser Zeit einer der verlässlichsten Spieler im Angriff. Höhepunkt war dabei der Gewinn der österreichischen Meisterschaft in der Saison 1954/55.
Mit der Nationalmannschaft konnte sich Otto Walzhofer indes für die Weltmeisterschaften 1954 in der Schweiz sowie 1958 in Schweden qualifizieren. Er selbst wirkte zwar in den entscheidenden Qualifikationsspielen beim 9:1 gegen Portugal sowie dem 3:2 gegen die Niederlande mit, kam allerdings zu keinen WM-Einsätzen. Zur Winterpause der Saison 1958/59 ging Otto Walzhofer zum LASK und fand zwei weitere Jahre später den Weg zum SC Wacker Wien nach Meidling, den er im Abstiegskampf unterstützte beziehungsweise dem er beim Wiederaufstieg 1962 half.
Während seiner nachfolgenden Tätigkeit als Trainer betreute Walzhofer unter anderem den SV Stockerau, die Vienna und den FAC. Mit der Vienna stieg er 1975/1976 in die 1. Division auf. Hauptberuflich war er in einer Bank tätig (Creditanstalt).
Walzhofer wurde auf dem Heiligenstädter Friedhof in Wien bestattet.

## Stationen
- SC Columbia XXI (bis 1946)
- Floridsdorfer AC (1947–1950)
- First Vienna FC 1894 (1950–1958)
- Linzer ASK (1959–1960)
- SC Wacker Wien (1959–1963)

## Erfolge
- 1 × Österreichischer Meister: 1955
- 1 × Österreichischer Vizemeister: 1957

- 13 Länderspiele und 3 Tore für die österreichische Fußballnationalmannschaft von 1950 bis 1957